# Скарбиково
Скарбико́во (пол. Skarbikowo) — село в Польше в сельской гмине Кампинос Западно-Варшавского повета Мазовецкого воеводства.
В 1975—1998 годах село входило в состав Варшавского воеводства.